# Uzbekistán en los Juegos Olímpicos de Sídney 2000
Uzbekistán estuvo representado en los Juegos Olímpicos de Sídney 2000 por un total de 70 deportistas, 52 hombres y 18 mujeres, que compitieron en 12 deportes.
El portador de la bandera en la ceremonia de apertura fue el boxeador Mahammatkodir Abdullaev.

## Medallistas
El equipo olímpico uzbeko obtuvo las siguientes medallas:
| Nombre                  | Deporte     | Competición |
| ----------------------- | ----------- | ----------- |
| Oro                     |             |             |
| Mahammatkodir Abdullaev | Boxeo       | 63,5 kg M   |
| Plata                   |             |             |
| Artur Taymazov          | Lucha libre | 130 kg M    |
| Bronce                  |             |             |
| Sergey Mihaylov         | Boxeo       | 81 kg M     |
| Rustam Saidov           | Boxeo       | +91 kg M    |